# Karl Albert Buehr
Karl Albert Buehr, né à Feuerbach (Stuttgart) en février 1866 et mort à Chicago en 1952, est un peintre allemand.

## Biographie
Karl Albert Buehr émigre à Chicago avec sa famille dans les années 1880 et y découvre l'art en travaillant dans un atelier de lithographie. Élève de John Vanderpoel (en), il est diplômé de l'Art Institute of Chicago.
Lors de la Guerre hispano-américaine (1898), il épouse une de ses étudiantes, Mary Hess. Il reçoit en 1904 une médaille de bronze à l'Exposition universelle de Saint-Louis et déménage en France l'année suivante avec sa famille. Il travaille alors à l'Académie Julian à Paris avec Louis-Joseph-Raphaël Collin et se fait connaître à Giverny par des œuvres impressionnistes proche de Claude Monet.
Il obtient une mention honorable au Salon des artistes français de 1910 et revient à Chicago au début de la Première Guerre mondiale où il devient enseignant à l'Art Institute. Il reçoit alors de nombreux hommages et gagne la médaille d'argent de l'Exposition internationale de Panama-Pacific (1915).
Il est élu membre de l'Académie américaine de design en 1922.